# Ndwandwe
Ndwandwe was een Ngunikoninkrijk in het noordoosten van het tegenwoordige KwaZoeloe-Natal, Zuid-Afrika.
De Ndwandwe voerden in het begin van de 19e eeuw oorlog tegen de Mthethwa om de macht in Natal. De Mthethwakoning Dingiswayo werd omstreeks 1817 gevangengenomen en onthoofd door de Ndwandwekoning Zwide, maar Dingiswayo's bondgenoot Shaka Zoeloe nam wraak door Zwide omstreeks 1820 te verslaan. Zwide sloeg op de vlucht en Ndwandwe werd door Shaka veroverd en ingelijfd bij het Zoeloekoninkrijk. Tijdens de daaropvolgende Mfecane vluchtten vele Ndwandwe naar het noorden.